# Kenneth Christiansen
Kenneth Christiansen, Kenneth Heiner-Møller (1971. január 17. –) dán labdarúgó, labdarúgóedző.

## Labdarúgóként
Az eredeti neve Kenneth Heiner Christiansen, a felesége neve a Møller, amit aztán felvett. 1994-1995-ös években játszott Magyarországon a Ferencvárosban, a magyar szurkolók Kenneth Christiansenként ismerik őt. 30 éves volt amikor Heiner-Møller eltörte a lábát és be kellett fejeznie a pályafutását futballistaként.

## Edzőként
2006-tól 2013-ig edzette a dán nők nemzeti csapatát. A 2007-es FIFA Női Világbajnokságon Heiner-Møller és dán játékosok azzal vádolták a Kínai házigazdákat hogy zaklatták és titokban megfigyelték őket az első fordulóbeli Kína-Dánia mérkőzést megelőzően. Kína svéd edzője Marika Domanski-Lyfors és asszisztense Pia Sundhage tudtak ezekről az eseményekről de Heiner-Møller nem vádolta már őket, de nem volt hajlandó kezet fogni velük a meccs után.

## Sikerei, díjai
Ferencváros:
Magyar Bajnok - 1994/95
Magyar Kupa győztes - 1993/94, 1994/95
Magyar Szuperkupa győztes - 1993/94, 1994/95

## Fordítás
- Ez a szócikk részben vagy egészben  a   Kenneth Heiner-Møller című angol Wikipédia-szócikk fordításán alapul.  Az eredeti cikk szerkesztőit annak laptörténete sorolja fel. Ez a jelzés csupán a megfogalmazás eredetét és a szerzői jogokat jelzi, nem szolgál a cikkben szereplő információk forrásmegjelöléseként.